# Letnie Igrzyska Olimpijskie 1916
VI Letnie Igrzyska Olimpijskie (oficjalnie Igrzyska VI Olimpiady) – miały się odbyć w 1916 w Berlinie (Cesarstwo Niemieckie), jednak zostały odwołane z powodu I wojny światowej (1914-1918).
Prace nad stadionem Deutsches Stadion w Berlinie rozpoczęły się w roku 1912. Zaplanowano miejsce dla ponad 18 tysięcy widzów. 8 czerwca 1913 stadion został otwarty. Na otwarciu było 60 tysięcy osób, wypuszczono 10 tysięcy gołębi.
W chwili wybuchu I wojny światowej w 1914 nikt się nie spodziewał, że wojna będzie trwała kilka lat. Jednak po pewnym czasie igrzyska zostały odwołane.